# روحان (المحويت)
روحان هي إحدى قرى الجمهورية اليمنية. تتبع جغرافيا لمحافظة المحويت و إداريًا لمديرية الرجم. يبلغ تعداد سكانها 1702 نسمة حسب الإحصاء الذي أجري عام 2004.